# Barzelletta del bar

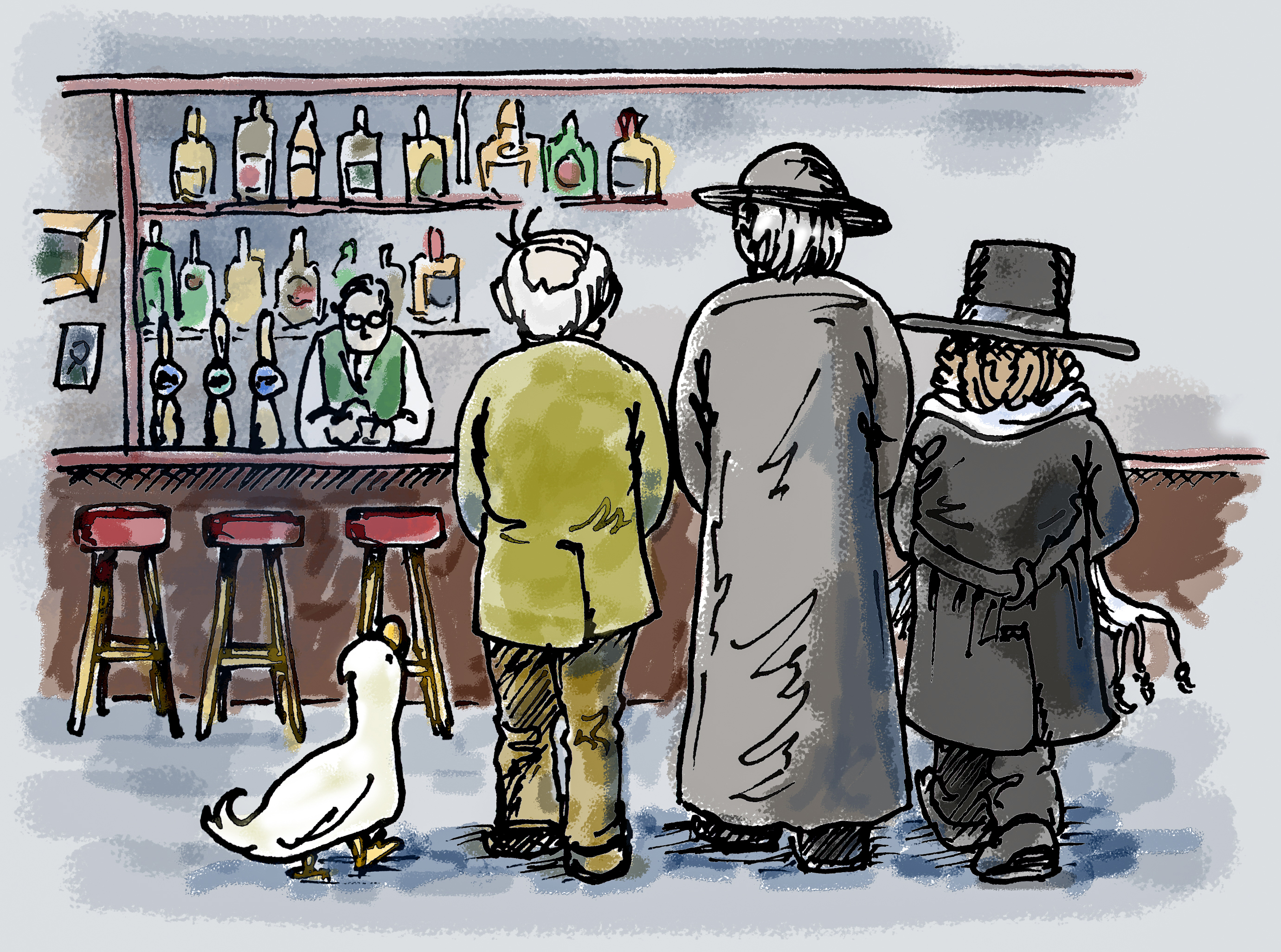
Vignetta di un prete, un rabbino, un pastore e una papera che entrano in un bar, di Ann-Sophie Qvarnström (2022)

La barzelletta del bar è una tipologia molto comune nell'ambito delle barzellette, che solitamente si fa iniziare con la frase "Un <nome> entra in un bar e <evento comico>". La percezione iniziale della battuta, ovvero che un uomo stia entrando in un bar per bere qualcosa, dopo pochi secondi viene ribaltata completamente con la battuta finale, pronunciata rapidamente. Una barzelletta del genere ha avuto un'incredibile quantità di varianti nel corso degli anni ed è divenuta una delle più usate, sia in contesti sociali che artistici (come cabaret o spettacoli comici).
La più antica:
La più antica testimonianza di una barzelletta del bar è incisa in una tavoletta sumera d'argilla scoperte a Nippur, nell'odierno Iraq, risalente molto probabilmente al periodo della Prima dinastia babilonese (1894-1800 a.C. circa): "Un cane, entrato in una locanda, non vedeva nulla, [e così disse]: 'Devo aprire questa [porta]?."
Possibili interpretazioni:
Non si è sicuri di quale possa essere l'elemento umoristico. Una possibile spiegazione della barzelletta è che la battuta finale presume che una locanda sarebbe anche un bordello e l'umorismo suggerisce che il cane spera di vedere cosa succede al suo interno. Un'altra vedrebbe la battuta come un gioco di parole del verbo vedere, che in sumero significa "aprire gli occhi" o "aprire una porta". 
Il proverbio è stato interpretato in modi diversi da studiosi assiriologi come Edmund I. Gordon e Seraina Nett. La versione di Gordon suggerisce che il proverbio reciti: "Un cane, entrando in una locanda, non vide nulla, (e così disse): 'Aprirò questa (porta)?'" Gordon ipotizza che la locanda menzionata nel proverbio fosse anche un bordello, poiché la parola sumera "éš-dam" è ambiguamente tradotta come "locanda" o "bordello". Secondo questa interpretazione, la battuta sarebbe un gioco di parole sull'idea che il cane, trovandosi in un ambiente dove potrebbe esserci attività sessuale (tipica per le locande nell'antica Mesopotamia), non vedesse nulla e decidesse di "aprirne una" per scoprire cosa stava succedendo dietro le porte chiuse.
Seraina Nett propone una traduzione simile ma leggermente diversa, suggerendo che il proverbio reciti: "Un cane entrò in una taverna e disse: 'Non vedo nulla. Aprirò questa', o 'questa'." Questa versione, pur mantenendo l'ambiguità, si concentra più sulla curiosità del cane di scoprire cosa ci fosse dietro una porta chiusa, senza fare necessariamente riferimento a un bordello, ma forse a un contesto sociale sconosciuto o misterioso.
Anche se non tutti gli studiosi sono d'accordo sul fatto che questo proverbio rappresenti una barzelletta vera e propria, molti riconoscono che l'uso dell'allusione e del gioco di parole nelle parole di Gordon e Nett potrebbe essere stato pensato per suscitare una reazione umoristica, anche se per noi moderni il significato completo potrebbe risultare incomprensibile a causa della distanza culturale e linguistica. Ad esempio, Gonzalo Rubio, un altro assiriologo, sottolinea che il proverbio potrebbe anche fare riferimento a un personaggio noto all'epoca, ma sconosciuto ai lettori moderni, e che dunque la battuta potrebbe essere incomprensibile senza il giusto contesto storico e culturale.
Inoltre in molte tavolette sumeriche e babilonesi, l'umorismo veniva spesso utilizzato non solo per intrattenere, ma anche per veicolare messaggi morali, satirici o sociali. Ad esempio, la frequente allusione a bordelli e situazioni di "intimità" nei proverbi e nelle storie riflette le realtà sociali e culturali dell'epoca, dove il confine tra luoghi di socializzazione e luoghi di prostituzione era spesso fluido, con le "locande" che spesso fungevano da bordelli.